# Valère Bernard

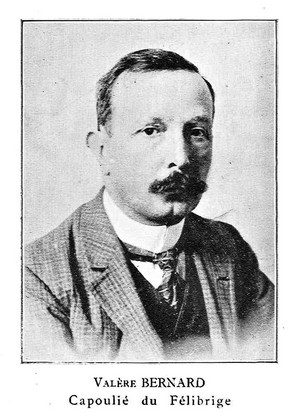
Valère Bernard 1910

Valère Bernard (* 10. Februar 1860 in Marseille; † 8. Oktober 1936 ebenda) war ein französischer Künstler und Schriftsteller okzitanischer Sprache.

## Leben und Werk
Valère Bernard besuchte früh die Kunstakademie in Marseille. Im Alter von 20 Jahren ging er für 10 Jahre nach Paris, war dort Schüler von Pierre Puvis de Chavannes und Alexandre Cabanel und stand im Kontakt mit Félicien Rops, Arnold Böcklin und Alfons Mucha. Gleichzeitig verkehrte er in der 1879 gegründeten Société des félibres de Paris - Amis de la langue d’òc, des Pariser Zweiges der Félibrige, traf auf Paul Arène und Paul Mariéton und veröffentlichte Dichtung in okzitanischer Sprache.
Um 1890 ging er zurück nach Marseille, war ab 1903 Mitglied der Académie de Marseille (Sitz 32) und lehrte Ästhetik an der École des beaux-arts von Marseille. Er wurde 1893 Majoral (Akademiemitglied) des Félibrige (Sitz: Cigalo dou Var) und war von 1909 bis 1919 dessen Capoulié (Präsident). Als solcher sprach er 1914 die Grabrede für Frédéric Mistral. Ab 1930 war er Gründungsvorsitzender der Société d’études occitanes (Mitgründer Joseph Anglade), die bis 1946 bestand und vom Institut d’Estudis Occitans abgelöst wurde. Die von ihm mit Philadelphe de Gerde und Prosper Estieu gegründete Zeitschrift L’Estello (Mai 1910–Oktober 1911) konnte sich nicht halten.
Politisch war er roter (sozialistischer) Felibre. Als Romanautor hatte er den Ehrgeiz, der Émile Zola des Okzitanischen zu sein. Als sein Meisterwerk gilt der Roman Bagatoni über das Elend der kleinen Leute in Marseille.

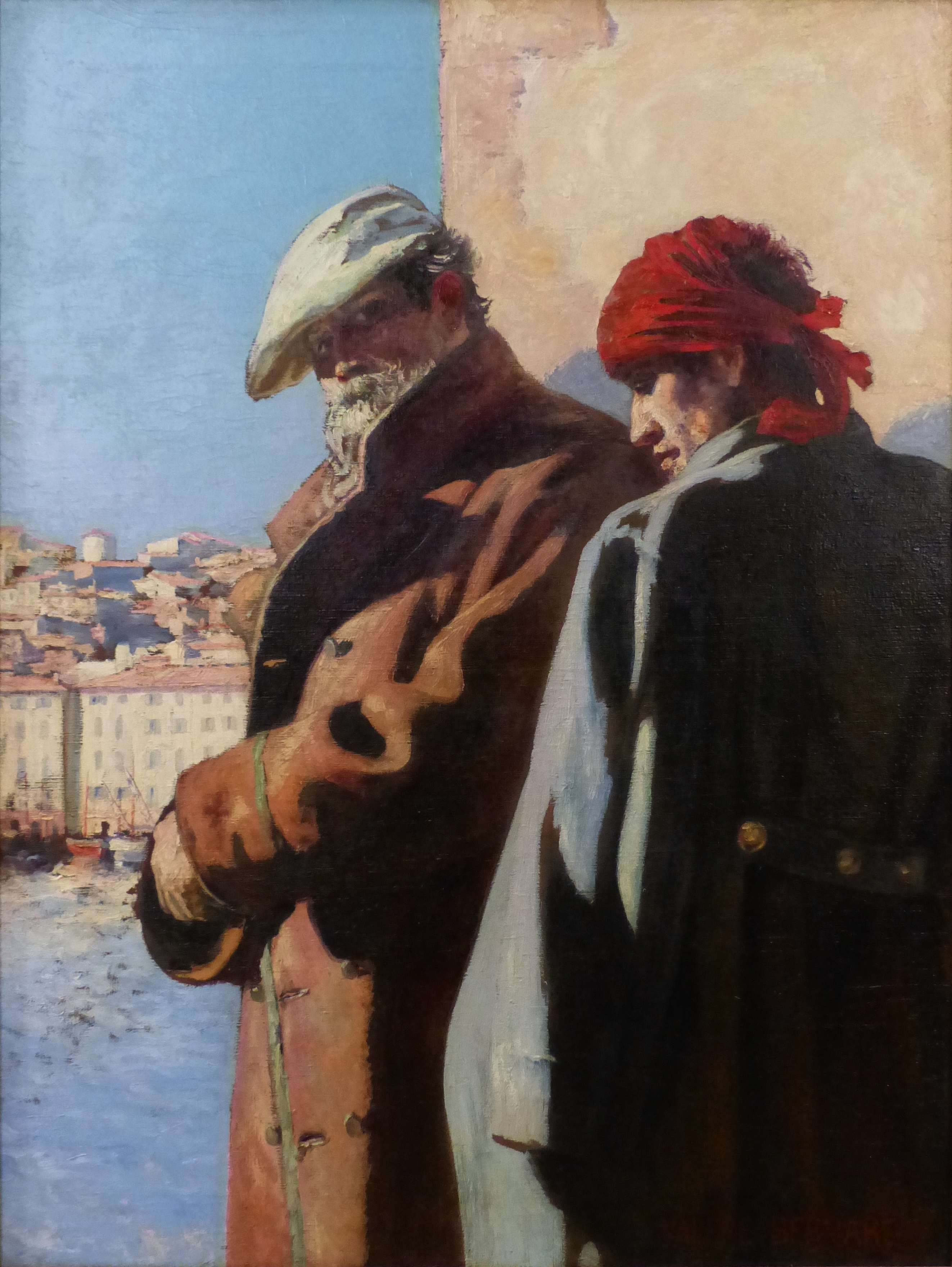
Au soleil (Gemälde von Valère Bernard)

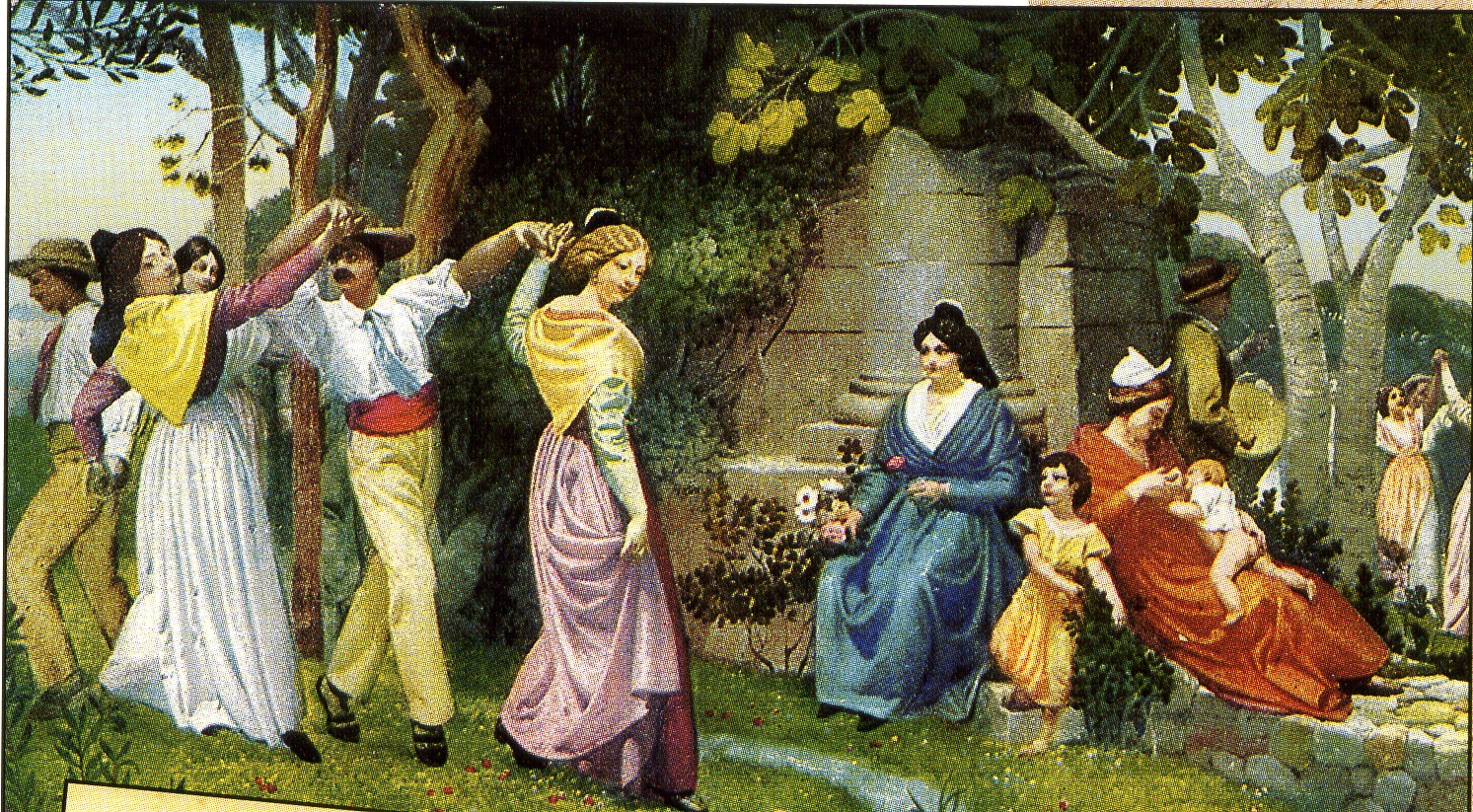
La Farandole (Gemälde von Valère Bernard)

Sein Denkmal mit Büste (von Oscar Eichacker, 1881–1961) steht seit 1954 im Parc Longchamp in Marseille. In Marseille ist ein Platz nach ihm benannt. In Arles trägt eine Straße seinen Namen.

## Literarische Werke (Auswahl)
- Li Ballado d'Aram. G. Richard, Paris 1883. („Erzene Balladen“)
- Li Cadarau/Les Charniers. Hamelin frères, Montpellier 1884. („Schindanger“)
- Bagatouni. H. Aubertin & Cie, Marseille 1894. (Roman eines Stadtviertels von Marseille)
  - (französisch) Bagatouni. La Plume, Paris 1902. (übersetzt von Paul Souchon, 1874–1951)
  - (zweisprachig) Bagatóuni. Roman provençal-français. Alandis, Nizza 2000.
  - (okzitanische Graphie) Bagatoni. Éditions des Régionalismes, Cressé 2014.
- La Pauriho/Les miséreux. Association typographique d'éditions, Marseille 1899. (Dichtung, zweisprachig, Vorwort von Frédéric Mistral)
- Long la mar latino (Vesien)/Au long de la mer latine (Visions). H. Falque, Paris 1908. (zweisprachig, von Jan 1959, S. 113 für Bernards beste dichterische Schöpfung gehalten)
  - Hrsg. Paul Nougier. Édition du Feu, 2002.
- Lei Bóumian. P. Ruat, Marseille 1910. (Roman, „Die Zigeuner“)
- La Lionide. Poème d'éducation. H. Champion, Paris 1911. (Kampf des Christentums gegen den Islam, zweisprachig, Vorwort von Frédéric Mistral. Brief von Maurice Barrès)
- L'Aubre en flour, pouësio. P. Ruat, Marseille 1913. (« Blütenbaum »)
- Lugar. Conte magic. Societat d'estudis occitans, Carcassonne 1935. (« Morgenstern », Dichtung, zweisprachig)
- La legenda d'Esclarmonda. Estampel sus la lenga d'Oc e la respelida occitana. Societat d'Estudis Occitans, Toulouse 1936. (Einführungen von Antonin Perbosc und Josep Carbonell) (laut Jan 1959, S. 114 die „Krönung des dichterischen Werkes Bernards“)
- Lindaflor, rèina dels somnhes. Poème. Colètge d'Occitania, Castelnaudary 1938. (Vorwort von Joseph Salvat)
- La Feruno. Couleicien de L'Araire, Marseille 1938. (« Wildlebende Tiere », Novellensammlung, Vorwort von Louis Roux, 1873–1951)
  - (französisch) La feruno. Nouvelles. Comité Valère Bernard, Marseille 1992. (übersetzt von Georges Ricard, kommentiert von Georges Ricard, Paul und Simone Nougier).
  - (okzitanische Graphie) La feruna. Éditions des Régionalismes, Cressé 2015.
- Letanìo. Pouesio. G. Michel, Marseille 1946. (Litanei, religiöse Dichtung)
- (Übersetzer) La Légende de Jean de L'Ours. Roudelet felibren dou Pichoun-Bousquet, Marseille 1974.
- Jouglar felibre. Raudelet felibren, Marseille 1982. (Roman)
- Dans le monde des rêves. Edition des membres du Comité Valère Bernard, Marseille 1986.
- Fragments du cours d'esthétique de Valère Bernard à l'Ecole des beaux-arts de Marseille. Comité Valère Bernard, Marseille 1989.
- Angèlo Dàvi. Rouman en dialèite marsihés, 14 de febrié de 1887. Comité Valère Bernard et le Roudelet Felibren dóu Pichoun-Bousquet, Marseille 1996. (zweisprachig, übersetzt von Georges Ricard)